# Victor Dave
Victor Dave (Aalst, 25 de febrero de 1847-París, 31 de octubre de 1922) fue un editor y periodista belga más conocido por su trabajo en publicaciones anarquistas y en la Asociación Internacional de los Trabajadores.

## Biografía
Victor Dave nació en Aalst, Bélgica, el 25 de febrero de 1847, hijo de un oficial de aduanas. Mostró interés en el libre pensamiento y el socialismo en su juventud y asistió a la Universidad de Lieja y a la Universidad Libre de Bruselas. El socialista marxista Paul Lafargue le presentó a Dave el pensamiento político anarquista de Proudhon en un congreso internacional de estudiantes de 1869 en Lieja. En dos años, Dave se unió a la sucursal de Bruselas de la Asociación Internacional de los Trabajadores y dos años después, a su consejo general. Representó el ala internacional en el Congreso de La Haya de 1872 y la mecánica de Verviers en el Congreso de Ginebra de 1873. En el primero, Dave leyó el informe minoritario que apoyaba la autonomía federativa y votó en contra de la expulsión del anarquista Bakunin del sindicato. Trabajó en varios periódicos en francés y holandés en la asociación de trabajadores. No participó en la rebelión cantonal española de 1873 a pesar de los rumores de lo contrario.
Después de casarse con Marie Archambault de Loches, la pareja se mudó a París en 1878, donde Dave conoció a Johann Most. Juntos, se mudaron a Most's London dos años después, luego de su expulsión de Francia, y trabajaron en el periódico anarquista alemán Freiheit. Dave fue arrestado por traición en Augsburgo a fines de 1880 y recibió una sentencia de cinco años en el juicio. Tras su liberación en 1884, regresó a Londres, y tres años después, a París, cuando se levantó la prohibición francesa. Trabajó en periodismo y traducción, editando para Éditions Schleicher y l'Humanité nouvelle de Augustin Hamon. Escribió una biografía de Fernand Pelloutier y coeditó la Revue générale de bibliographie française. Se unió al sindicato de correctores y redactores en 1911. La prominente anarquista Emma Goldman escribió que Dave era el hombre más impresionante que conoció en fin de siècle París. En 1914, Dave se convirtió en un seguidor de Kropotkin y en 1916, un firmante del Manifiesto de los Dieciséis para la intervención aliada en la Primera Guerra Mundial. Murió el 31 de octubre de 1922 en París.